# Компаковское
Компаковское — озеро на территории Сосновецкого сельского поселения Беломорского района Республики Карелии.

## Общие сведения
Площадь озера — 9,9 км², площадь водосборного бассейна — 129 км². Располагается на высоте 123,6 метров над уровнем моря.
Форма озера продолговатая: оно вытянуто с севера на юг. Берега каменисто-песчаные, местами заболоченные.
Через озеро протекает река Рува, вытекающая из озера Хижъярви и впадающая в реку Куженгу, впадающую, в свою очередь, в озеро Берёзовое. Последнее соединяется короткой протокой с озером Тунгудским, через которое протекает река Тунгуда, впадающая в реку Нижний Выг.
С северо-западной стороны в озеро впадает ручей без названия, вытекающий из озера Кибохайни.
Код объекта в государственном водном реестре — 02020001311102000008647.